# Jules-Marie Sevestre
Jules-Marie Sevestre (Breteuil-sur-Iton, 2 febbraio 1834 – Montereau-Fault-Yonne o Parigi, 29 settembre 1901) è stato un pittore francese.

## Biografia

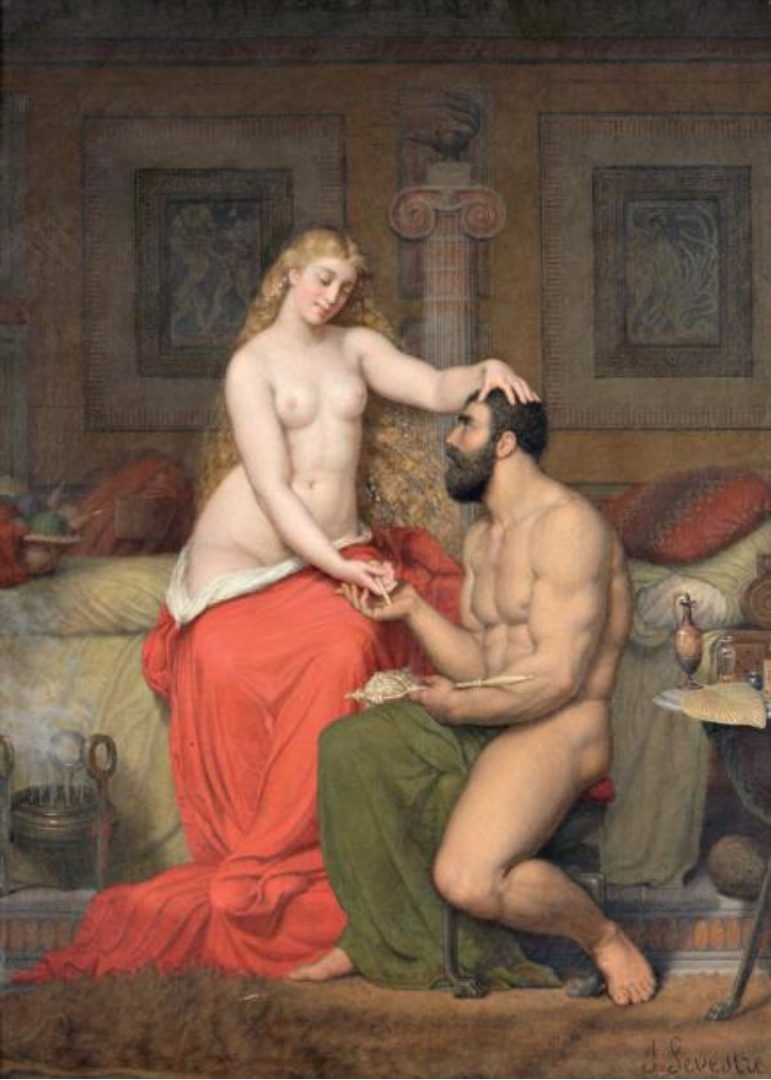
Hercule et Omphale (1865)

Jules-Marie Sevestre nacque a Breteuil-sur-Iton ed era il figlio di François Narcisse Sevestre, un proprietario terriero, e di Marie Louise Leroy.
Egli giunse a Parigi per lavorare in una casa di commercio. Fu uno studente di Léon Cogniet e di Jean-Baptiste Camille Corot. Espose al Salone dal 1864, e il suo quadro Nymphe chasseresse ("Ninfa cacciatrice") venne acquistato dallo stato nel 1882. Nel 1883 ricevette una menzione onorevole.

### Morte
Il 29 settembre del 1901, alla stazione di Montereau, Sevestre salì su un vagone per i passeggeri di prima classe che doveva raggiungere la capitale. Qualche istante dopo la partenza, alle 21:25, la rottura di un aneurisma lo fece cadere. Il segnale di allarme venne attivato dagli altri viaggiatori, il treno si fermò, un medico presente a bordo constatò il suo decesso e il treno arrivò con più di un'ora di ritardo alla stazione di Parigi Lione. Il suo cadavere venne trasportato a rue de Chabrol e la sua morte venne registrata ufficialmente a Parigi.